# 큐오스
큐오스(Queens Of Sound)는 대한민국의 음악 그룹이다. 2020년 싱글 앨범 [기적을 일으켜]로 데뷔했다.

## 방송
- 콘테스트M2 (2022) - Top24

## 음반
- 기적을 일으켜 (2020)
- FAW (2020)
- All Love (2021)
- Oh Yeah (2021)